# Noemí Batllori
Noemí Batllori (Barcelona, 1976) és una maquetista i il·lustradora de contes infantils catalana.
Va fundar l'Hospital de Joguines, un centre de restauració situat al barri de Gràcia de Barcelona on s'arreglen i s'accepten donacions de joguines. Tot va començar el 2016, quan a la seva filla se li va trencar una nina i la van restaurar. El 2017 va començar a recollir joguines i arreglar-les. L'objectiu de la iniciativa és reciclar, recuperar i reutilitzar les joguines.
També ha creat altres projectes, com el Taller de les Maquetes per fer activitats extraescolars, principalment maquetes. Un altre dels seu sprojectes ha estat el Museu Més Petit del Món al mateix barri de Gràcia, fundat l'octubre del 2019 i format per molts petits objectes artístics situats a l'espai públic que es difón a través d'un compte d'Instagram. El març del 2021 hi havia més de vint obres. El projecte es va traslladar al Maresme el 2021 amb 14 obres agrupades sota el nom de Petites Grans Obres.
Com a il·lustradora, ha publicat tres llibres infantils. També va fer una obra artística amb vint escenes per una finestra del Palau de la Generalitat al Nadal del 2021.